# 中部電力パワーグリッド
中部電力パワーグリッド株式会社（ちゅうぶでんりょくパワーグリッド、英: Chubu Electric Power Grid Co., Inc.）は、愛知県、長野県、岐阜県（一部を除く）、三重県（一部を除く）、静岡県（富士川以西）を供給区域とする一般送配電事業者。略称に、中電パワーグリッド、中部電力PG、中部電PG、中部PG、中電PGがある。

## 概要
発電所で発生した電気は、送電線、変電所、配電線（送配電網）を経て伝送され、遠く離れた需要家に供給される。供給エリア内の送配電網を維持・運用し、エリア内の需要家に電気を送り届ける事業を「一般送配電事業」と称し、日本国内の10エリア別に10社が許可を受け、同事業を営む。中部電力パワーグリッドは、そのうちの1社である。
当社の顧客は、発電事業者、小売電気事業者などの事業者である。小売電気事業者が発電事業者から調達し、中部エリアの需要家に販売・供給する電気は、中部電力パワーグリッドが送り届ける。
当社は、2019年（平成31年）4月1日に「中部電力送配電事業分割準備株式会社」の商号で設立された。2020年（令和2年）4月1日、中部電力から一般送配電事業を承継するとともに、「中部電力パワーグリッド株式会社」に商号を変更した。

## 事業内容

中部電力パワーグリッドは一般送配電事業者として、発電事業者から引き取った電気を中部エリアの需要家まで電気を送り届け、発電事業者・小売電気事業者から託送料金を徴収する。

当社は、経済産業省の許可を受け、中部エリア（下記）を供給区域として一般送配電事業を営む。
- 送配電網の維持　中部エリアの1万2千km超の送電線、9百か所超の変電所、13万km超の配電線などを維持する。発電事業者や小売電気事業者から申込みがあれば、引込線や電力量計を設置し、発電設備や需要家の負荷設備（需要設備）を送配電網に接続する。事故・災害時は、故障箇所を特定し、復旧する。
- 系統運用　中部エリアの電力系統（発電設備・送配電網・負荷設備）の周波数・電圧を維持し、電気の安定供給を確保するため、発電・送電・電力需要の状況を監視し、電力の発生や流通を制御する。
- 託送供給　託送契約者のために、ある地点（受電地点）で送配電網に電気を受け入れると同時に、別の地点（供給地点）で送配電網から電気を供給し、対価として託送料金を徴収する。要すれば電気の宅配サービスである。託送契約者は主に小売電気事業者であり、発電所で発生した電気を需要家（小売電気事業者の顧客）に送るために託送供給を利用する。
- 最終保障供給　小売電気事業者から電気の供給を受けることができない供給区域内の需要家（特別高圧・高圧の需要家に限る）に対し電気を販売・供給する。

また、中部エリア内に再生可能エネルギー発電設備を有する事業者のうち、固定価格買取制度の認定を受けたものと契約し、一定期間、電気を固定価格で買い取る。買い取った電気は、自社で使用する分以外は、希望する小売電気事業者に卸供給する。

### 供給区域
供給区域は、次の5県である（中部エリア）。面積は39,372 km2で、東京電力パワーグリッドの供給区域（39,575 km2）とほぼ同じである。
- 長野県（全域）
- 岐阜県（以下の地域を除く）
  - 飛驒市のうち、平成16年1月31日における吉城郡神岡町、昭和31年9月29日における吉城郡坂下村の区域（北陸電力送配電の供給区域）
  - 郡上市のうち、平成16年2月29日における郡上郡白鳥町石徹白の区域（北陸電力送配電の供給区域）
  - 不破郡関ケ原町のうち、昭和29年8月31日における今須村の区域（関西電力送配電の供給区域）
- 静岡県（富士川以西。すなわち以下の地域を除く。以下の地域は、東京電力パワーグリッドの供給区域であり、周波数50 Hz）
  - 沼津市・熱海市・三島市・伊東市・御殿場市・下田市・裾野市・伊豆市・伊豆の国市・賀茂郡・田方郡・駿東郡
  - 富士宮市（ただし、同市のうち、昭和31年9月29日における庵原郡内房村の区域は中部電力パワーグリッドの供給区域）
  - 富士市（ただし、同市のうち、平成20年10月31日における庵原郡富士川町の区域は中部電力パワーグリッドの供給区域）
- 愛知県（全域）
- 三重県（以下の地域を除く。以下の地域は、関西電力送配電の供給区域）
  - 熊野市（ただし、同市のうち、昭和29年11月2日における南牟婁郡新鹿村・荒坂村・泊村の区域）須野町・甫母町・二木島里町・二木島町・遊木町・新鹿町・波田須町・磯崎町・大泊町）は中部電力パワーグリッドの供給区域）
  - 南牟婁郡

## 拠点
本社は名古屋市東区東新町にあり、中部電力の本店、中部電力ミライズ（小売電気事業者）の本店と同じ所在地である。供給区域内の19都市に支社が所在する。19支社の下に35か所の営業所が置かれており、一部の営業所の下にサービスステーションが置かれている。
送変電部門は支社を地域別の拠点としており、支社がそれぞれの担当区域の送電設備・変電設備を管理している。配電部門は支社、営業所、サービスステーションを地域別の拠点としており、これらがそれぞれの担当区域の配電設備を管理している。

## 設備

### 設備の概要
中部電力パワーグリッドが2020年（令和2年）4月に発足した時点の設備の概要は、以下のとおりである。
- 内燃力発電設備　1箇所（神島発電所）、最大出力400 kW
- 送電設備　架空電線路亘長10,681 km、地中電線路亘長1,388 km、支持物（鉄塔など）35,202基
- 変電設備　変電所931箇所、連系所1箇所
- 配電設備　架空配電線路亘長130,419 km、地中配電線路亘長が4,650 km、支持物（電柱など）2,846,748基、変圧器（柱上変圧器など）1,617,198個
- 業務設備　本社1箇所、支社7箇所、営業所55箇所

標準周波数は、60 Hzである。送電設備・変電設備の電圧階級は、500 kV、275 kV、154 kV、77 kV、33 kV、22 kVを標準とする。配電設備では、33 kV、22 kV、6.6 kV、200 V、100 Vを使用する。

### 供給区域内の主な設備

#### 伊勢幹線・鈴鹿幹線
伊勢幹線は、伊勢開閉所（三重県松阪市）から鈴鹿開閉所（三重県亀山市）に至る2回線の送電線であり、鈴鹿幹線は、鈴鹿開閉所から西部変電所（三重県いなべ市）に至る2回線の送電線である。いずれも500 kVに耐える設計であるが、運転開始以来、275 kVで使用している。大電力を安定して送るために、大束径6導体という構成を採用した。鈴鹿幹線は、途中、鈴鹿山脈の滋賀県側を通っている。
伊勢開閉所から西部変電所までを伊勢幹線として、1982年（昭和57年）4月に着工し、1987年（昭和62年）2月に完工した。その後、途中に鈴鹿開閉所を設置し、以北を鈴鹿幹線に改称した。
建設の目的は、「三重県方面の電力需要増加」と「将来の同県南部方面の大規模電源開発」に対応するためであった。「将来の同県南部方面の大規模電源開発」には、当時、中部電力が三重県南部に計画していた芦浜原子力発電所を含むものと見られる。

#### 越美幹線
越美幹線は、南福光連系所（富山県南砺市）から岐阜開閉所（岐阜県郡上市）に至る500 kV・2回線の送電線である。1994年（平成6年）8月着工。大電力を安定して送るために、伊勢幹線よりさらに大きい超大束径6導体という構成を採用した。

#### 名古屋市内の275 kV地中送電線

名古屋市とその周辺の275 kV系統

名古屋市の中心部には、幹線道路の下に建設された共同溝と洞道を通って、東・西・南の3方向から275 kVの地中送電線（CVケーブル）が引き込まれている。東ルートは、梅森開閉所（愛知県日進市）から、西ルートは、海部開閉所（愛知県愛西市）から、南ルートは、東海変電所（愛知県東海市）から、それぞれ市内につながる。西ルートの牛島町変電所（西区牛島町）は、名古屋ルーセントタワーの敷地に、名城変電所（中区三の丸）は、名古屋城正門前、名城公園の地下にある（建設中の中央新幹線の名城変電所とは別のものである）。東ルート・南ルートの松ヶ枝変電所（中区千代田）は、中部電力千代田ビルの地下に、下広井変電所（中村区名駅南）は、中部電力名駅南ビルの地下にある。以上のほか、市内の超高圧変電所としては、金山変電所（中区金山）と南武平町変電所（中区栄）がある。

#### 中部国際空港の設備
2005年（平成17年）2月に愛知県常滑市沖に海上空港として開港した中部国際空港は、当時の法令で日本に5箇所しかない「第一種空港」の一つに指定された。他の第一種空港と同じ水準の高い供給信頼度が求められたことから、2ルート3回線の送電線が整備された。常時、使用しているのは、77 kV中部国際空港線の2回線であり、海上部分は、橋梁に添架されている。予備の供給ルートとして、77 kV中部国際空港連絡線の1回線があり、知多半島と空港島との間は海底ケーブルとなっている。空港島内には、中部国際空港変電所があり、塩害防止のため、同変電所の主要な設備は、建屋内にある。

#### 愛知三島の設備
愛知県にある三つの有人離島は全て、本土から海底ケーブルで電気の供給を受けている。知多半島の先端、鳶ヶ崎と師崎からそれぞれ、33 kV・1回線の海底ケーブルが日間賀島（知多郡南知多町）まで伸びる（2ルート2回線）。島内の日間賀島配電塔で33 kVを6.6 kVに降圧し、島内に供給する。佐久島（西尾市）と篠島（知多郡南知多町）へは、日間賀島から6.6 kVの海底ケーブルで電気を供給する。

#### 答志島と神島の設備
答志島と神島は、三重県鳥羽市に属する有人離島である。
答志島は、本土の堅神変電所（鳥羽市）から6.6 kVで電気の供給を受けている。
神島は、従来、本土の系統と連系しておらず、神島発電所のディーゼル発電機で発電し、400 Vの配電線で島内に電気を供給していたが、発電機の煤煙・騒音が問題となっていた。1991年（平成3年）、中部電力は答志島から神島に海底ケーブルを引く計画を立てたが、工事費が高額であることから実施を見送った。しかしながら、神島発電所の設備の老朽化が進んだことから、2005年（平成17年）、ついに答志島と神島との間を結ぶ約8 kmの海底ケーブルが敷設された。現在では、答志島から6.6 kVで送った電気を神島発電所に設置した変圧器で440 Vに降圧して島内各所に送り、柱上変圧器でさらに100 V・200 Vに降圧し、島内の需要家に供給している。神島発電所は海底ケーブルの敷設後も非常用として存続している。

### 地域間連系線

#### 東京中部間連系設備

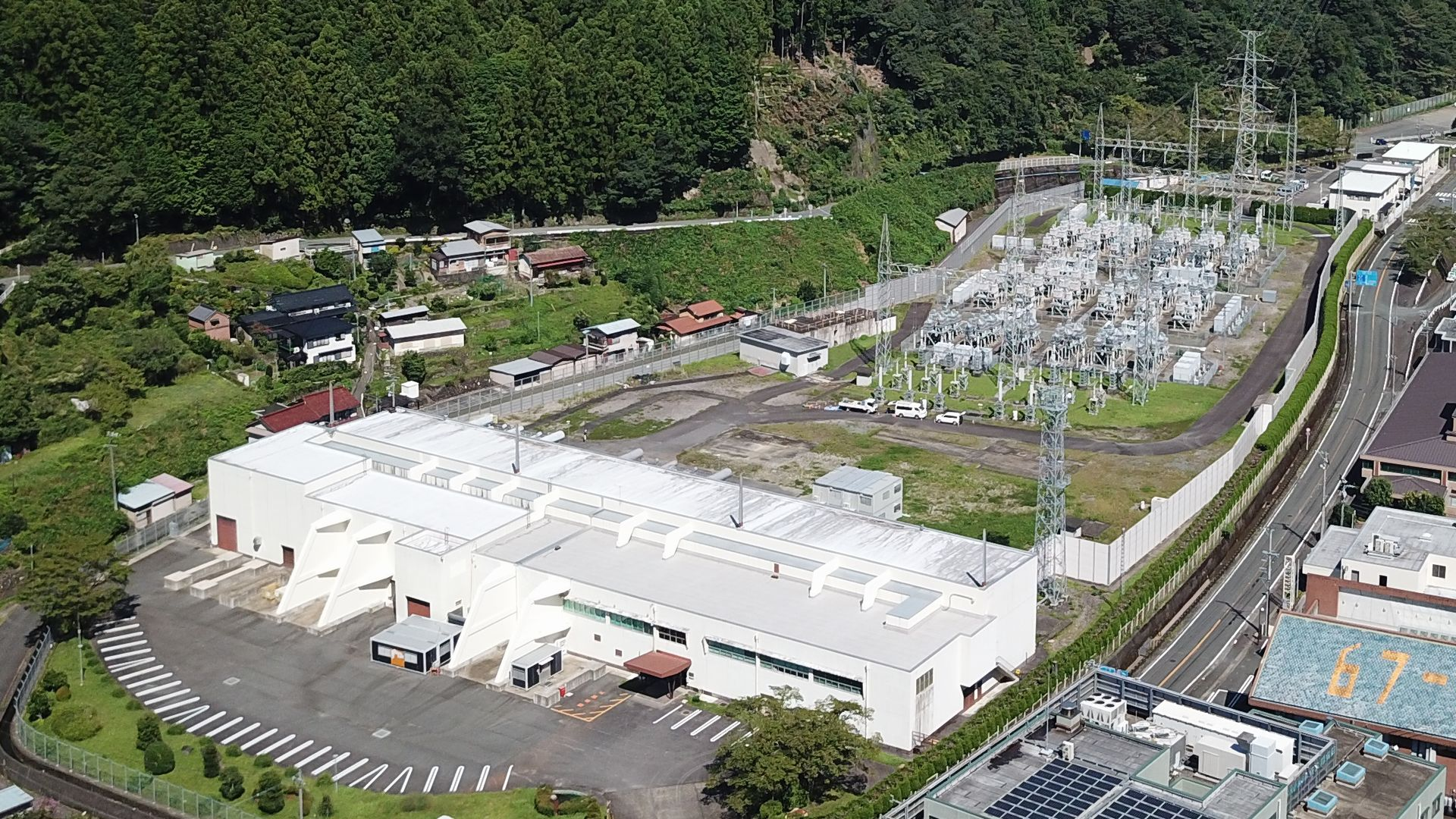
佐久間周波数変換所（本文参照）

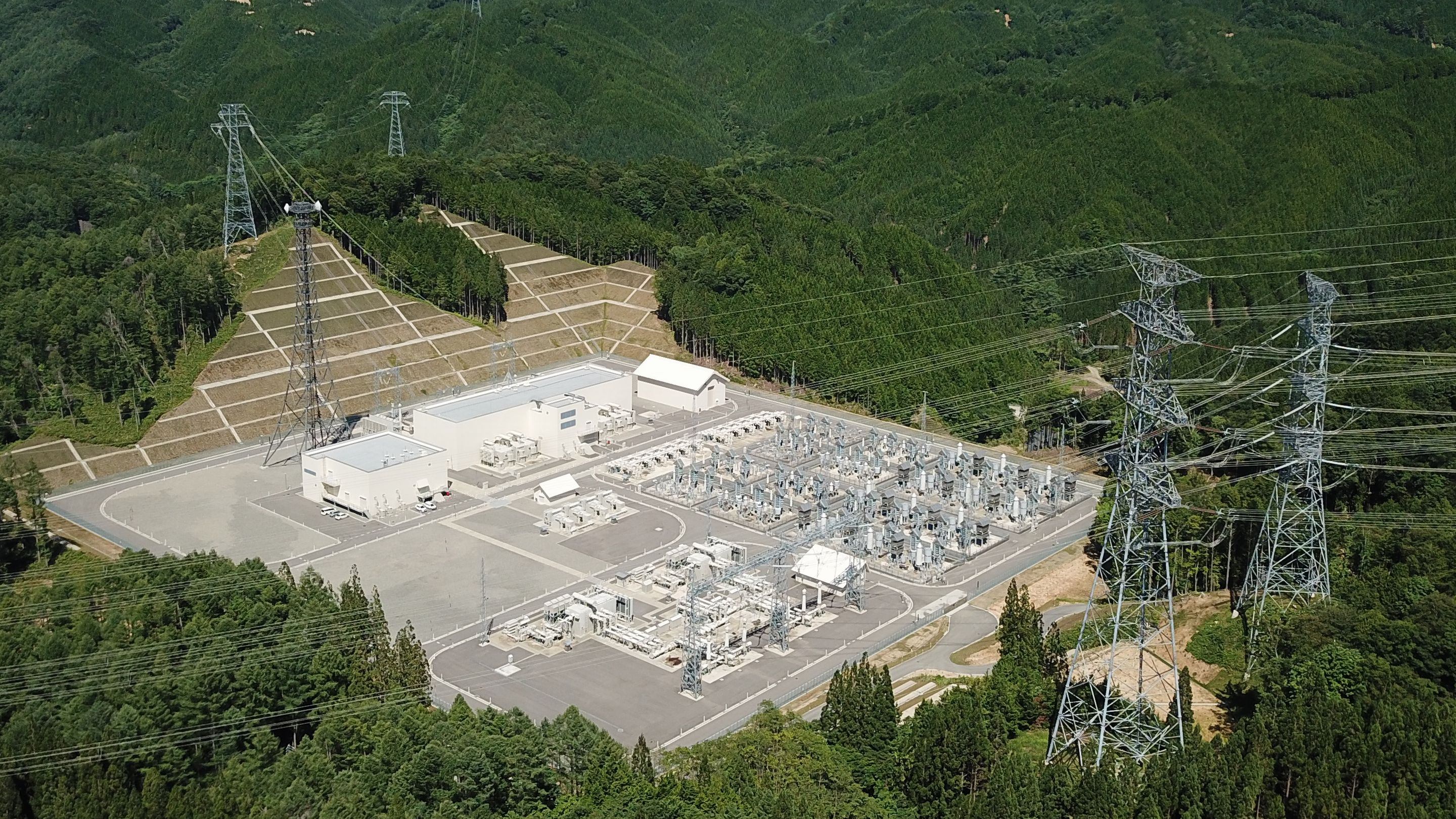
飛騨変換所（本文参照）

東京電力パワーグリッドの50 Hzの電力系統と中部電力パワーグリッドの60 Hzの電力系統との間で電気を融通するためには、周波数変換が必要である。そのための設備を東京中部間連系設備という。2021年（令和3年）4月時点の容量は、4箇所にある設備を合計して2,100 MW（210万kW）である。
一つ目は、電源開発送変電ネットワーク（Jパワー送変電）の佐久間周波数変換所（静岡県浜松市天竜区佐久間町）であり、その容量は、300 MW（30万kW）である。同変換所の50 Hz側には、Jパワー送変電の西東京変電所（東京都町田市）に至る275 kV佐久間東幹線（亘長194.3 km）が接続し、60 Hz側には、Jパワー送変電の名古屋変電所（愛知県春日井市）に至る275 kV佐久間西幹線（亘長107.7 km）が接続する。いずれも、Jパワー送変電の所有である。
二つ目は、東電PGの新信濃変電所（長野県東筑摩郡朝日村）であり、同所には、容量300 MWの周波数変換設備が2セットある。50  Hz側には、新秩父開閉所（埼玉県秩父郡小鹿野町）に至る東電PGの500 kV安曇幹線などが接続する。60 Hz側には、中部電力パワーグリッドの275 kV新信濃分岐線が接続する。
三つ目は、中部電力パワーグリッドの東清水変電所（静岡県静岡市清水区）であり、同所には、容量300 MWの周波数変換設備がある。50 Hz側には、東電PGの駿河変電所（静岡県富士市）に至る東電PGの154 kV富士川線が接続する。60 Hz側には、中部電力パワーグリッドの駿河変電所（静岡県静岡市葵区）に至る275 kV駿河東清水線が接続する。
四つ目は、飛騨信濃周波数変換設備である。中部電力パワーグリッドの飛騨変換所（岐阜県高山市清見町）と東京電力パワーグリッドの新信濃変電所に900 MWの交直変換設備があり、その間を直流±200 kVの飛騨信濃直流幹線（亘長89 km）が結んでいる。
また、2021年（令和3年）現在、新佐久間周波数変換所（300 MW）を設置する計画と東清水変電所の設備を300 MW増強する計画も進んでいる。この計画により、東京中部間連系設備の容量は3,000 MW（300万kW）に拡大する。

#### 中部北陸間連系設備
北陸電力送配電の南福光変電所（富山県南砺市）と同じ敷地に、中部電力パワーグリッドの南福光連系所がある。連系所には、3相交流60 Hz→直流→3相交流60 Hzという変換を行う設備があり、中部エリアの電力系統と北陸エリアの電力系統とを直流を介して連系することができる。容量は、300 MW（30万kW）。

#### 中部関西間連系線
中部電力パワーグリッドの三重開閉所（三重県いなべ市）と、関西電力送配電の東近江開閉所（滋賀県東近江市）との間を、500 kV三重東近江線が結ぶ。鞍掛峠付近で鈴鹿山脈を跨ぐ。
第2の連系線として、中部電力パワーグリッドが三岐幹線のルート沿いに新設する関ケ原開閉所と、関西電力送配電が北近江線のルート沿いに新設する北近江開閉所との間に500 kV関ケ原北近江線を建設する計画がある。

#### 松島変電所

松島変電所（本文参照）には、四方から送電線が引き込まれる。この図には、154 kV送電線のみを示す。

中部電力パワーグリッドの松島変電所（長野県上伊那郡箕輪町）は、東京電力パワーグリッド（東電PG）、中部電力パワーグリッド、関西電力送配電の3社の送電線が集まる変電所である。東からは東電PGの154 kV天竜東幹線が、西からは関西電力送配電の154 kV須原松島線が、南からは中部電力パワーグリッドの154 kV駒ヶ根松島線が、北からは中部電力パワーグリッドの154 kV中信松島線が松島変電所に達する。日本国内の3エリアから送電線が集まる地点は、極めて珍しい（ほかには、関西・中国・四国エリアから送電線が集まる中国電力ネットワーク東岡山変電所があるのみ）。
関西電力の御岳発電所（長野県木曽郡木曽町）と寝覚発電所（長野県木曽郡上松町）は、通常、60 Hzで発電するが、50 Hzに切り替えることができる。東北地方太平洋沖地震（東日本大震災）後の電力危機の際には、両発電所は50 Hzで運転され、須原松島線→松島変電所→天竜東幹線というルートで東日本に電気を供給した。ただし、松島変電所には、50 Hzと60 Hzとの間の周波数変換設備は存在しない。

## 沿革

### 中部電力発足当時の送電線
中部電力は、1951年（昭和26年）5月、電気事業再編成によって、日本発送電と中部配電の事業を引き継ぎ、中部エリアの発送配電一貫経営の電力会社として発足した。
発足当時、中部電力の発電設備容量（1,030 MW）の7割超が水力発電設備（737 MW）であった。電気事業再編成では、中部エリアの水力発電所のうち、信濃川筋のものは東京電力に、木曽川筋のものは関西電力に引き継がれたことから、中部電力の主な水力発電所は、天竜川筋と飛騨川筋にあった。名古屋市を中心とする一帯が電力需要の中心地であることは、現在と同様であった。
このため、当時の中部電力の主な送電ルートは、天竜川筋の電気を南向開閉所（長野県上伊那郡中川村）から日進変電所（愛知県日進市）まで送る154 kV天竜幹線と、飛騨川筋の電気を川辺発電所（岐阜県加茂郡川辺町）から岩倉変電所（愛知県岩倉市）まで送る154 kV川辺岩倉線であった。静岡県へは日進変電所から77 kVで送電していた。三重県の大部分には中部電力の四日市変電所から電気を供給していたが、中部電力の発電所から同変電所に送電する手段がなく、同変電所は関西電力から受電していた。

### 275 kV系統の導入

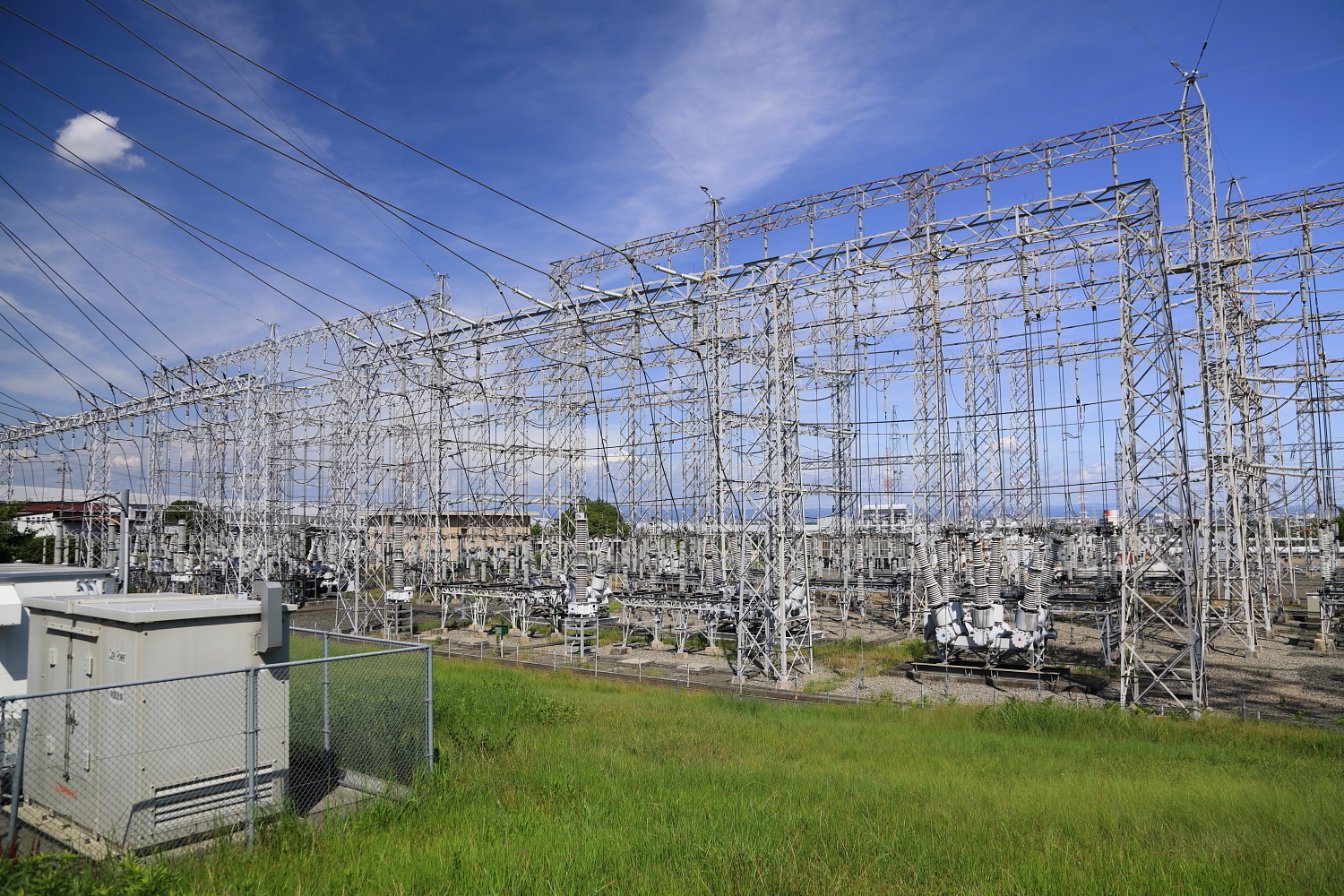
東名古屋変電所（本文参照）

1952年（昭和27年）、岐阜県内を通過する関西電力の新北陸幹線が275 kVで運転を開始し、日本の超高圧送電の嚆矢となった。1956年（昭和31年）には、電源開発の佐久間西幹線が佐久間発電所（静岡県浜松市天竜区佐久間町）と名古屋変電所（愛知県春日井市）との間を結んだ。これらを受けて、中部電力は、275 kVで関西電力や電源開発と連系するため、超高圧送電の導入を決定した。
中部電力初の275 kV送電線は、1960年（昭和35年）11月に完成した名古屋外輪西系統であった。西名古屋変電所（三重県桑名市）から関開閉所（岐阜県関市）までの西名古屋線と、関開閉所から電源開発名古屋変電所までの関名古屋線により、濃尾平野を半周するとともに、中部電力と関西電力・電源開発との間の275 kVによる連系が実現した。その後、電源開発名古屋変電所から中部電力東名古屋変電所（愛知県豊明市）までの第2期工事により、1962年（昭和37年）1月、275 kV名古屋外輪線が完成した。

### 高圧配電線の昇圧
高圧配電線は、会社発足以来、3.3 kV（3,300ボルト）を標準としていたが、電力需要が増加し、容量不足や送電損失の問題が顕著になった。このため、1956年（昭和31年）2月、昭和31年度からの10か計画で高圧配電線を6.6 kVに昇圧することを決定し、工事を進めた。

### 500 kV系統の導入
日本初の500 kV設計の送電線は、1966年（昭和41年）に完成した東京電力の房総線であった（当初は275 kVで運用）。中部電力における500 kV設計の最初は、1969年（昭和44年）4月に完成した高根幹線であった。高根幹線は、高根第一発電所（岐阜県高山市高根町）から関開閉所（岐阜県関市）に至る275 kV送電線であったが、将来的な500 kV昇圧も考慮して設計された。ただし、昇圧には鉄塔の腕金の取替え、碍子の取替えなどの工事が必要で、昇圧は実施されないまま現在に至る。
1971年（昭和46年）9月、500 kV設計の西部幹線と西部南京都線が着工され、翌年10月、275 kVで運用を開始した。西部南京都線は関西電力と共同で建設した連系線であり、現在は「三重東近江線」という名称になっている。中部電力では以降、500 kV設計の送電線の整備を急ピッチで進め、その亘長は1980年（昭和55年）3月までに400 km超に達した。
1980年（昭和55年）2月、西部南京都線が500 kVに昇圧された。同年4月までに西部変電所から北部変電所を経て東部変電所に至る名古屋第二外輪線の500 kV昇圧が完成した（現在の500 kV外輪線）。
平成に入ってからは、500 kV基幹系統の外側に、500 kV第二基幹系統が建設された。また、1998年（平成10年）11月、500 kV越美幹線が完成し、翌年、南福光連系所で北陸電力との間の連系を開始した。

### 中部電力パワーグリッドの発足
2013年（平成25年）4月、第2次安倍内閣は、「電力システムに関する改革方針」を閣議決定した。内閣は、この方針のもと、2013年（平成25年）から2015年（平成28年）にかけ、電気事業法の改正案を国会に提出した。野党の賛成も得て、法案は全て成立し、内閣の方針どおり、電力システム改革が断行されることになった。
電力システム改革により、2016年（平成28年）4月以降、発電事業は届出制、小売電気事業は登録制となり、発電と小売の分野で従来以上に新規参入と競争を促す制度になった。一方、競争が実際上不可能な一般送配電事業は許可制として、中部エリアの送配電網は中部電力による独占状態が維持された。
自由化された発電と小売の分野で様々な事業者が公平な条件で競争するためには、実質的に地域独占の一般送配電事業者が全ての発電事業者・小売電気事業者に対して中立の立場で公平に送配電サービスを提供することが必要である。一般送配電事業者が発電事業や小売電気事業を兼営すると、一般送配電事業の中立性の確保が難しくなる。そこで、電力システム改革では、2020年（令和2年）4月以降、一般送配電事業者による発電事業・小売電気事業の兼営を禁ずることとなった。
中部電力は、自社の一般送配電事業を100%子会社に移管することにより、一般送配電事業と発電事業・小売電気事業との兼営状態を解消することを企図した。2019年（平成31年）4月、一般送配電事業（電力ネットワークカンパニー）の移管先として、100%子会社の中部電力送配電事業分割準備株式会社を設立した。分割準備会社の初代社長には、電力ネットワークカンパニー社長の市川弥生次が就任した。2020年（令和2年）4月、分割準備会社は、商号を「中部電力パワーグリッド株式会社」に変更するとともに、中部電力から一般送配電事業を承継した。
中部電力は、一般送配電事業を中部電力パワーグリッドに移管すると同時に、電気・ガスの販売事業（小売電気事業・ガス小売事業）を中部電力ミライズに移管し、事業持株会社に移行した。
| 事業             | 事業                   | 2019年3月まで | 2019年4月から | 2020年4月から          |
| ---------------- | ---------------------- | ------------- | ------------- | ---------------------- |
| グループ経営管理 | グループ経営管理       | 中部電力      | 中部電力      | 中部電力               |
| 発電事業         | 再エネ（水力・新エネ） | 中部電力      | 中部電力      | 中部電力               |
| 発電事業         | 火力                   | 中部電力      | JERA          | JERA                   |
| 発電事業         | 原子力                 | 中部電力      | 中部電力      | 中部電力               |
| 一般送配電事業   | 一般送配電事業         | 中部電力      | 中部電力      | 中部電力パワーグリッド |
| 小売電気事業     | 小売電気事業           | 中部電力      | 中部電力      | 中部電力ミライズ       |
| ガス小売事業     |                        | 中部電力      | 中部電力      | 中部電力ミライズ       |

### 近年の動向

#### スマートメーターの設置
分社化前の2014年（平成26年）10月から進めてきたスマートメーターの設置が2023年（令和5年）3月末までに完了した。中部電力パワーグリッドが設置するほぼ全ての電力量計（約980万台）をスマートメーターに取り替えた。スマートメーターは通信機能や負荷制限機能（アンペアブレーカーの機能）を内蔵しているため、検針や契約アンペア数の変更が遠隔で行えるようになった。

#### 再生可能エネルギー発電の出力抑制
需要電力に比べて再生可能エネルギー発電（太陽光発電・風力発電）の出力が過大で、火力発電等の出力を最大限、抑制しても電力の需給バランスを維持することができないと予測される場合、再生可能エネルギー発電の出力抑制が必要となる。再生可能エネルギー発電の出力抑制は、日本国内（離島以外）では、九州電力が2018年（平成30年）10月13日（土曜日）に九州本土で実施したのが最初である。中部電力パワーグリッドでは2023年（令和5年）4月8日（土曜日）に初めて実施した。当日は、工場が操業を停止する休日に当たり、かつ、冷暖房需要を喚起しない気温が予測されたことから、需要電力は伸びないと予測された一方、好天のため太陽光発電の出力は日中、急伸すると予測された。このため、中部電力パワーグリッドは再生可能エネルギー発電の出力抑制の指示に踏み切った。

### 歴代社長
| 代 | 氏名       | 就任                     | 略歴 |
| -- | ---------- | ------------------------ | --- |
| 初 | 市川弥生次 | 2019年（平成31年）4月1日 | 1958年（昭和33年）生まれ、三重県出身。1984年（昭和59年）3月、慶應義塾大学大学院工学研究科電気工学専攻修了。2020年（令和2年）3月までは、中部電力の取締役・専務執行役員・電力ネットワークカンパニー社長を兼任。2022年（令和4年）4月から、中部電気保安協会。 |
| 2  | 清水隆一   | 2022年（令和4年）4月1    | 1962年（昭和37年）生まれ、愛知県出身。1986年（昭和61年）3月、東北大学経済学部卒業。2022年（令和4年）3月までは、中部電力パワーグリッドの取締役・副社長執行役員。                                                                                           |